# 肖建華
肖建华，或萧建华（1972年1月13日—），山东省肥城市安驾庄镇夏辉村人。公司集团“明天系”的幕后控制人。经过他多年的幕后活动，“明天系”拥有数家在中国大陆上市的公司，以及无数分布全国各地的分公司。2017年1月27日，肖建華突然於香港境内被不明人士帶走後被秘密审理。
肖建华原姓「蕭」，因為中國大陸的二簡字，戶籍登記姓氏改為「肖」，但夏辉村宗祠和族谱仍使用萧姓。
肖建华是加拿大公民，安提瓜与巴布达巡回大使。擁有香港居留权及加拿大、安提瓜和巴布达的两重国籍。

## 生平
肖建华出生于1972年1月13日，父亲肖富银是当地一个初中老师。1986年，作为泰安市的高考状元，年仅14岁的肖建华进入北京大学法律系就读。在校期间曾担任过北京大学学生会主席、全国学联副主席等。1990年毕业后肖建华留校在党委学生工作部任职。1992年至1994年，肖建华出任北京大学生物城筹备小组办公室主任。 
肖建华在1993年创办北京北大明天资源科技有限公司。（北大资源集團擁有20%股權）1996年9月后肖创办了北京海峡恒业、北京惠德天地科贸、北京新天地互动多媒体公司；然后以这些公司为投资主体，在妻子周虹文老家包头，成立了3家公司。
1998年以后的两年时间里，明天系先后参股和控制了华资实业、明天科技 （上交所：600091）、宝商集团、爱使股份、西水股份 （上交所：600291）、ST冰熊等6家上市公司，运用资金约为5亿元。　其中，明天控股僅直接擁有0.5%爱使股份股權（2000年年底數據），关联公司天天科技、同达网络，各擁有3.24%及1.76%，使明天系擁有5.75%股權，為第一大股東（第二大股東大港油田集团擁有5.01%）， 同年9月股東大會, 明天系得到出席股東（佔20%股本）, 大比數通過（超過99%）任命7位人士進入董事會，在13人的董事會擁有過半數。而該7位人士都與明天系關：肖建华夫婦、程景泰（明天高软科技董事长）、刘鸿雁（明天控股集团職員）、郭锐（明天控股集团職員）、王晓惠（明天控股集团、天天科技職員）及後來的爱使股份董事长、明天控股副董事长邓景顺。
1999年9月明天控股成立，法人代表为周虹文，初始股东为北京惠德天地及肖建华周虹文夫婦、周雪天、张秀英4个自然人。11月，北京同达志远网络系统工程有限公司成立，股东为刘祥、王爱良、郭锐、周雪天4人。2000年3月北京海峡恒业出资与刘祥、雷宪红、张立燕共同成立天天科技有限公司。明天系公司不断与上市公司组建合资公司，将大量上市公司资产转移到其控制的公司。
2000年以后明天系利用增资扩股和国有股权转让的机会，收购长财证券、新时代证券，并成为恒泰证券的第一大股东。后来明天系又成了新时代证券的大股东。
2007年12月28日，太平洋证券上市，明天系也有参与操作。后来国家开发银行副行长王益被双规，事件被揭发。肖建华出国，明天系也逐步转让部分持股公司的股份。 例如明天科技与西水股份的股權被正元投资收購，而正元投资則由北大青鳥集團的一間孫公司擁有30%作為大股東。
2012年6月19日晚间，明天科技与西水股份同时发出公告称，公司实际控制人由教育部变更为肖衛華（明天控股大股東）。 明天控股透過收購济南盛讯商贸與捷信泰贸易（北京）所持有的36%正元投资股權，重新控制明天科技与西水股份，而同年（或2013年）北大青鳥集團則出售其30%正元投资股權。根據国家企业信用信息公示系统，正元投资，截至2015年年底由明天控股擁有36%、深圳泰富邦宁贸易擁有33%、重庆开泰商务咨询擁有31%；明天控股由肖建华的堂弟肖卫华擁有29%股權（2015年從王玲芬接收12%股權）。
2024年7月《纽约时报》揭秘马云和“明天系”肖建华的隐秘商业联系，二人背后至少有10亿美元的投资将他们联系在一起。记者通过查阅2000多份保密文件发现，肖建华的（现已解体的）明天控股集团曾在五年内获得了马云旗下多家公司的丰厚股份。

### 被逮捕

#### 遭秘密逮捕
据多家媒體报道，2017年1月27日（农历腊月三十），肖建华被不明人士从其所在的香港四季酒店带走，并被押解回内地，關押在北京配合調查。
香港警察公共关係科1月30日晚上回应《苹果日报》记者查询肖建华最近的出境纪录时表示，香港警方于1月28日接获一宗有关在港内地人士的“求警协助”个案，案件交由港岛总区重案组跟进调查。警方其后接获肖的家人的通知，指事主已致电报平安，家人并于1月29日要求警方销案。警方经初步调查，证实事主于1月27日经由香港其中一个出入境管制口岸返回内地。香港警方同时表示将会继续调查事件，并已要求内地有关部门协助跟进事主在内地的情况。
1月31日，明天控股有限公司微信公众号发布署名為肖建华的声明，指称自己“正在国外治疗；认为中国政府是文明法治的政府；不存在被绑架回内地的情况；从未参与任何有损国家利益和政府形象的事情，更未支持任何反对势力和组织；为加拿大公民，也是香港永久居民，受加拿大领事保护，也受香港法律保护，还持有外交护照享有外交保护权”，以证明自己未被带走，惟隨後相关网页全部被删除，明天控股有限公司的微信公众号也被刪除。
英国《金融时报》引述知情人士指，肖建华于2017年1月27日凌晨1时在香港四季酒店房间，与其保镖一起被5至6名便衣公安带返内地。四季酒店向香港警方提供闭路电视片段，虽然无显示房间内的情况，但肖建华被帶走時在走廊和电梯内并无反抗。同时他透过明天系持有在香港证券交易所上市的的恒投证券（01476）、哈尔滨银行（06138）开市后未见成交。
2018年，《金融時報》指肖被扣留在上海，配合當局出售「明天系」所持有的投資，以償付銀行貸款；《南華早報》多次報道肖短期內將在上海受審。。

#### 受審定罪
2022年7月4日，肖建華出庭受审，上海市人民检察院第一分院指控被告单位明天控股有限公司、被告人肖建华犯非法吸收公众存款罪、背信运用受托财产罪、违法运用资金罪、单位行贿罪一案进行了公开开庭审理。8月19日，上海市第一中级人民法院对该案进行公开宣判，对被告单位明天控股数罪并罚，决定执行罚金人民币550.3亿元；对被告人肖建华数罪并罚，决定执行有期徒刑13年，并处罚金人民币650万元；对被告单位明天控股和被告人肖建华在上述犯罪中的违法所得及其孳息予以追缴，不足部分责令退赔。

## 旗下控制公司
据2002年明天控股有限公司的网站上称，明天控股有9家子公司，包括上市公司华资实业、明天科技及非上市公司北京明天高软科技有限公司、广州保税区天懋数码电子商务有限公司、虹建冠华科技有限公司、北京明天智光科技有限公司、北京天地空间科技有限公司、北京新天地互动多媒体技术有限公司、北京明天浩海科技有限公司。
明天系一度控股、参股6家上市公司、6家商业银行、6家证券公司以及浙江金融租赁股份有限公司、北京国际信托投资公司等多家公司，旗下关联公司有数十家之多。2009年有业内人士估计，如果这些公司都成功上市，肖建华的资产将达上千亿元人民币。许多明天系企业的资料在工商查询系统里都被屏蔽。可查资料里肖建华的名字也并未出现。2008年9月，包头市北普实业有限公司（明天控股子公司（95%）；肖衛華擁有5%股權）通过上证所大宗交易系统将其持有的明天科技无限售流通股33652600股，全部转让给北大青鸟集團旗下的正元投资；北京新天地互动多媒体技术有限公司也将其持有的西水股份股权的90%，转让给了正元投资。
在鲁能集团私有化、太平洋证券上市等事件中，也有明天系的参与。及後鲁能集团被重新國有化。
2014年，《第一财经日报》对肖建华“明天系”进行了相对深入报道，指出其通过网状股权结构、股份代持、严格的保密机制，以及强大的公关能力，陆续打造出了一张国产版托拉斯。
2019年，被視為明天系成員的包商银行，被中國政府接管。
2020年7月，中国銀保監會依法委託六家市場機構分別接管「明天系」旗下華夏人壽、天安財險、天安人壽、易安財險、新時代信託和新華信託六家機構；中國證監會依法委託四家機構託管新時代證券、國盛證券、國盛期貨。

## 家族成员
- 父亲：肖富银，已过世
- 妻子：周虹文。1970年7月出生于内蒙古。1987年到1991年就读于北京大学信息管理系，与百度的CEO李彦宏为同班同学，毕业后在北大方正集团任职。
- 姐姐：肖愛華（丈夫雷宪红是爱使股份的法人代表）和肖忠华
- 哥哥：肖新华[5]
- 堂弟：肖卫华（明天控股的法人代表）[5]

## 争议
据香港《壹周刊》1243期的报道，有记者曾当面提及六四事件，肖建华否认自己曾参加过运动，也未参加过北京高校学生自治联合会。
2014年6月4日，据纽约时报的报道，1989年六四事件时，肖建华时任北京大学学生会主席。他曾简单尝试在校方面前代表学生，随后转变立场，同意校方关于街头抗议活动已然失控的看法。当时认识他的人表示其甚至还与校方合作，试图在军队进入北京，展开武力镇压之前平息抗议活动。毕业之后，肖建华在北京大学的直接资助下步入了商界，在学校附近兜售电脑，在校方部分的资助下成立了一系列的科技公司。文章认为肖建华的财富与中国共产党当年高层的合作有关。
6月5日，明天集团发言人余兰在纽约时报中文网上发表声明，声称肖建华及明天集团的发展与六四事件和他因为在六四事件的表现而得到北京大学的资助没有任何关系。
中国国务院前秘书俞梅荪认为肖建华简历中社会底层背景，在中国拥有政治人物垄断社会资源、底层很难有上升通道的背景下，基本不可能在他40多岁的年龄积累巨额财富。其声明力图表明自己与中国共产党总书记习近平等中共高层家庭的清白也无任何说服力。他的巨额财富被认为是与中共前政治局常委曾庆红的儿子曾伟密切相关，此人是曾伟巨额财富的前台操作者。

## 逸闻
黄河化工（肖建华入主后更名为明天科技）、华资实业、西水股份都是内蒙古公司，这3家公司的股票代码分别为：600091、600191和600291。